# Leconte de Lisle
Charles Leconte de Lisle (teljes nevén Charles Marie René Leconte de Lisle) (Saint-Paul, Réunion, 1818. október 23. – Párizs, 1894. július 17.) francia költő, a parnasszizmus egyik fő képviselője.

## Életpályája
Kezdetben Charles Fourier szocialista tanainak lelkes apostola, sőt a falanszter mesterét himnuszban is dicsőítette, de aztán végleg elfordult a szocializmustól és egy pogány szellemű, panteisztikus filozófiáért rajongott, amelynek a hatása költészetén is meglátszik. Férfikora javában a parnasszisták ("Parnassiens") nevű fiatal költőiskola vezére lett. Lírai költeményeiben (Poemes et poésies, 1855) bámulatos művészettel kezeli a formát, de a hangulatnak is nagy mestere. Poemes tragiques című kötetét (1882) az Akadémia koszorúval ismerte el és 1866-ban Victor Hugo helyébe tagjául is megválasztotta őt. Mint a Luxembourg-könyvtár igazgatója, éveken át műfordítással is foglalkozott, franciára fordította Homérosz, Horatius és mások műveit.

## Magyarul
- Az Erinnysek. Antik tragédia; ford. Ivánfi Jenő; Lampel, Bp., 1913 (Fővárosi színházak műsora)